# Allalingruppe
Die Allalingruppe ist eine Untergruppe der Walliser Alpen und liegt zwischen Saastal im Osten und Mattertal im Westen. Sie schliesst sich südlich an die Mischabelgruppe an, teilweise wird die Allalingruppe als Untergruppe der Mischabelgruppe betrachtet.
Während die nördlich gelegene Mischabelgruppe einen fast geradlinigen von Nord nach Süd verlaufenden Gratkamm bildet, ist die Kammlinie im Bereich der Allalingruppe stärker aufgelöst und die Gletscherbecken dehnen sich weiter aus. Südlich der Allalingruppe schliesst sich das Massiv des Monte Rosa an.
Zur Allalingruppe zählen mit Alphubel (4206 m ü. M.), Allalinhorn (4027 m ü. M.), Rimpfischhorn (4199 m ü. M.) und Strahlhorn (4190 m ü. M.) vier Viertausender. Was die weiteren Viertausender der Mischabel als auch die Gletscher und die Hütten der Allalingruppe betrifft, siehe unter Mischabel.